# Parasericostoma corniculatum
Parasericostoma corniculatum là một loài Trichoptera thuộc họ Sericostomatidae. Chúng phân bố ở vùng Tân nhiệt đới.